# Sonba’i

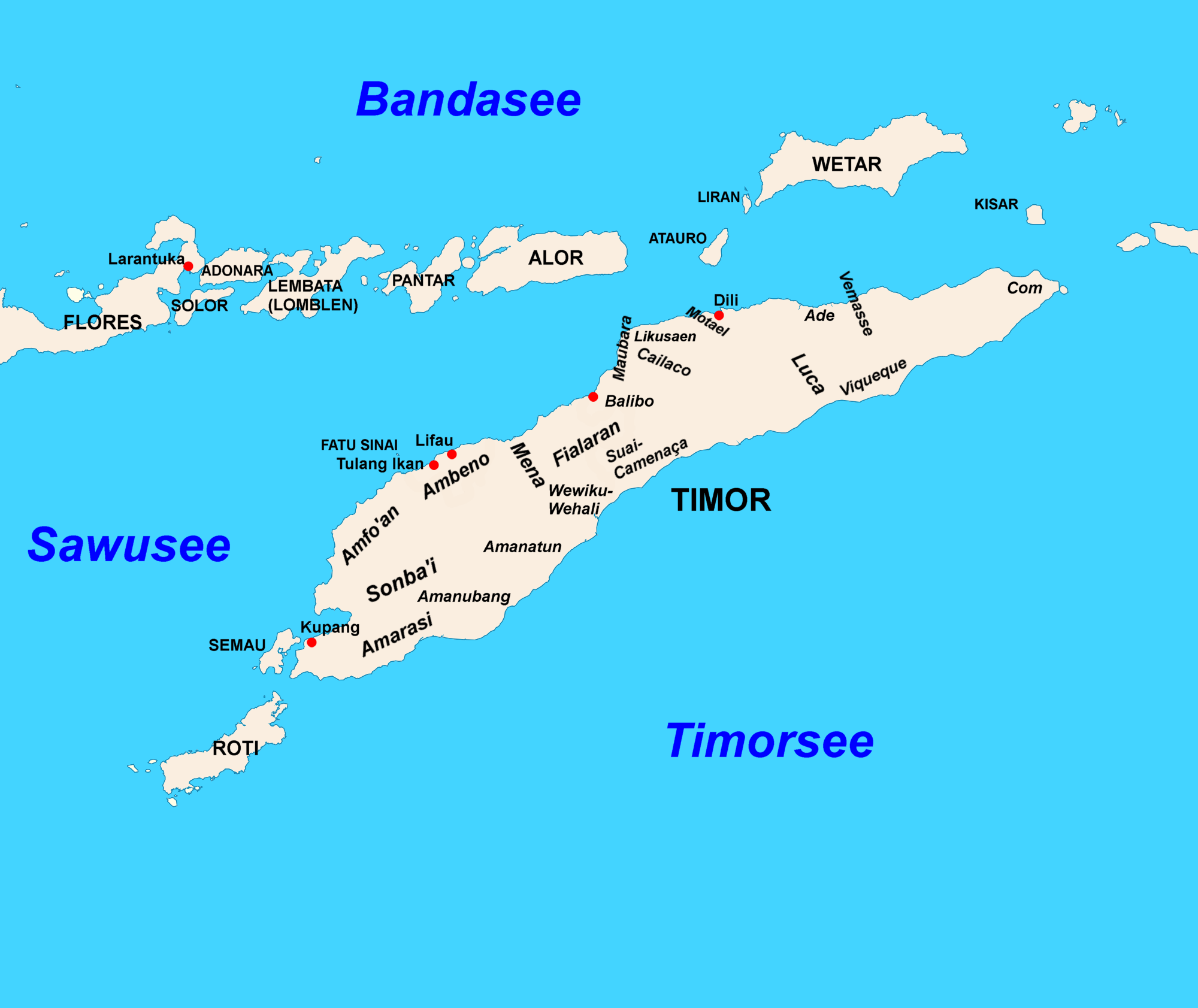
Timor und Nachbarinseln im 17. und 18. Jahrhundert

Sonba′i (Senobay, Senobai Sonnebay, Sonbait, auch: Zerviaen oder Sorbian) war ein Reich im Westen Timors, das von einem Liurai (in niederl. Quellen: Raja) regiert wurde. Nach ihm wurde der gesamte Westen der Insel Servião genannt, der hauptsächlich von Atoin Meto bewohnt wird. Durch eine Teilung des Reiches entstanden die beiden Reiche Sonbai Kecil (Klein-Sonba′i) und Sonbai Besar (Groß-Sonba′i), später auch Amakono.

## Geschichte

### Vorkoloniale Zeit
Durch ein kompliziertes Bündnissystem dominierte Sonba′i den Großteil des Westens Timors. Im rituellen Status stand über seinem Herrscher (Liurai oder Raja genannt) in der Hierarchie nur die Maromak Oan (das Kind Gottes) und der Liurai von Wehale. Während der Liurai die männliche und aktive Seite verkörperte, stellte die Maromak Oan (nur symbolisch) das Weibliche und Inaktive dar. Der Legende nach hatte die Maromak Oan drei Söhne: „Liurai“ (etwa „aus der Erde hervorragend“), Sonba′i und den Vorfahren des Herrschers von Likusaen (Liquiçá) waren. Sonba′i ging nach Westen und heiratete die Tochter von Kune, des dortigen Herrschers der Atoin Meto. Die verschiedenen Herrscher der Atoin Meto leiten ihre Herkunft von Sonba′i ab. Damit gehörte der Herrscher von Sonba′i zu den ranghöchsten Herrschern der Insel und wurde zeitweise von Portugiesen und Niederländern als Kaiser von Servião oder Sonba′i bezeichnet. Allerdings war diese Macht eher rituell als real. Zwar konnte Sonba′i teilweise zehn- bis zwölftausend Krieger versammeln, doch als man später von den Portugiesen zu den Niederländern als Verbündete wechselte, mussten diese enttäuscht feststellen, dass die große Anzahl plötzlich nicht mehr erreichbar war.
1563 erschien Servião erstmals als Cerviaguo in den Berichten der Portugiesen als wichtiger Umschlagsplatz für Sandelholz an der Nordküste Timors. Da es aber dort keinen Ort gibt, dem man diesen Namen zuordnen kann, geht man davon aus, dass dies ein Außenposten von Sonba′i war, das erstmals 1613 als Königreich Servião auf einer portugiesischen Karte erschien. Laut niederländischen Quellen des 17. Jahrhunderts überschnitt Sonba’i sich mit dem Reich von Amfo'an, das bis 1962 im Norden Westtimors bestand.

### Teilung von Sonba′i
1642 durchzog der in portugiesischen Dienste stehende Topasse Francisco Fernandes mit seiner Truppe Sonba′i und zerstörte dabei die Vormacht des timoresischen Reichs. 1649 wird Sonba′i in niederländischen Quellen als Verbündeter Portugals genannt. 1655 erhob sich überraschend der Herrscher von Sonba′i gegen die Portugiesen. Er tötete alle Portugiesen in seinem Gebiet und zündete ihre Häuser und Kirchen an. Danach verbündete sich Sonba′i mit den Niederländern. Ein Verlust für die Portugiesen, denn das Reich war eines der prestigereichsten im Westen der Insel. Hintergrund der Rebellion scheinen die persönlichen Aversionen des als aggressiv beschriebenen Liurai von Sonba′i gegen die Portugiesen zu sein. Zudem wendete sich der Angriff gegen die Missionierung der animistischen Einwohner. Doch 1658 vernichteten Portugiesen und Topasse das Reich von Sonba′i total. Der Herrscher wurde von den Portugiesen gefangen genommen. Er behielt zwar seine Vorrechte, doch blieb bis zu seinem Tod 1680 unter Aufsicht der Kolonialherren. Sonba′i (oder Sonbai Besar) blieb als größeres Reich im Landesinneren in den weiteren Jahren ein Verbündeter Portugals. Zwar blieb der gefangene Kaiser von Sonba′i auf dem Thron, doch die wirkliche Macht wurde der Kono-Familie übergeben. Ihr Zentrum erhielt den Namen Amakono („Vater Kono“). Später nannte man das Gebiet Miomaffo.
Einer seiner Söhne ging zu den Niederländern in Kupang und wurde dort als neuer Herrscher unter dem Schutz der Niederländer inthronisiert. Einige Bewohner von Sonba′i siedelten sich ebenfalls in Kupang an. Ihr Reich, ein enger Verbündeter der Niederlande, nannten sie Sonbai Kecil. Das Landesinnere wurde Sonbai Besar genannt.
1711 bis 1713 rebellieren die Amakono, nachdem Bischof Manuel de Santo António den Gott der Sonba′i beleidigt hatte. Die Rebellion scheiterte und die Anführer flohen mit Tausenden Anhängern nach Kupang. Gegen den Willen der Niederländer gewährten die timoresischen Verbündeten den Flüchtlingen Unterkunft, doch der Topasse Domingos da Costa verwüstete daraufhin die Region. Demonstrativ lagerte er sogar in der Reichweite der Kanonen des niederländischen Forts Concordia, um dessen Schwäche zu offenbaren.
1722 sandte Bischof Santo António Arraias, wie timoresische Hilfstruppen genannt wurden, aus Amakono gegen die Topasse aus. Die Amakono wurden abgeschlachtet. Eine weitere Rebellion der Amakono gegen die Portugiesen folgte.
1748 hatte das mit den Niederländern verbündete Amfo'an die Topasse angegriffen, worauf diese Amanuban und Amakono verwüsten. Beide wechselten daraufhin in das Lager der Niederländer. Amakonos Herrscher Baob Sonbai floh mit seinen Männern nach Kupang. Dies war mit ein Grund für den Angriff der Portugiesen und Topasse auf Kupang, was zur folgenreichen Schlacht von Penfui führte.
In den folgenden Jahren konnten die nun verbündeten Topasse und Portugiesen nochmals Amakono mit großen Versprechungen zu einem Bündnis bewegen. Katholische Priester arbeiteten nach niederländischen Quellen mit „den schönsten Versprechungen“ und „den dunkelsten Drohungen“. Mit dem Wechsel zu den protestantischen Niederländern sei, so die Portugiesen, der Herrscher von Amakono von einem „Kind des wahren Gottes“ zu einem „Kind des Teufels“ geworden. Im März 1752 griffen die Niederländer das Reich von Amakono an. Der Kaiser von Amakono wurde nach Batavia ins Exil geschickt.

### Niederländische Dominanz
1765 und 1767 wurden niederländische Offiziere und Mardijkers (Mestizen, die nicht dem christlichen Glauben angehörten) durch Kopfjäger in den Bergen getötet. Für die Niederländer war besonders erschreckend, dass man den Raja von Sonba′i Nai Tafin Sonbai verdächtigte hinter den Morden zu stecken. Dieser war der Sohn des nach Batavia geschickten Kaisers von Amakono und war von den Niederländern eingesetzt worden. Von 1776 bis 1783 waren Sonbai Kecil und Amakono wiedervereinigt, doch nach der Rebellion des Enkels Kau Sonbai, zerbrach das Reich wieder und in Sonbai Kecil übernahmen die Nisnoni, eine Seitenlinie der Herrscherfamilie von Sonba′i, die Herrschaft. Kau Sonbai verließ Kupang und errichtete Sonba′i erneut als unabhängiges Reich im Landesinneren, indem er Niederländer und Portugiesen gegeneinander ausspielte.
1796 bis 1799 befanden sich Maubara und Groß-Sonba′i im Krieg mit den Portugiesen.
1811 wird in portugiesischen Quellen von 16 Reichen berichtet, die dem „Kaiser“ von Sonba′i untertan seien.
1864 bis 1870 kämpften die Sonba′i und die Sorbian von Amfo'an im Reich von Kupang um die Nutzungsrechte einiger Betelpalmen.
1867 begann Sonba′i zu zerfallen und 1885, nach dem Tod des Rajas, fiel das Reich endgültig in Anarchie. 17 verschiedene Personen erhoben Anspruch auf den Thron. Als der niederländische Gouverneur und seine Garnison nicht in Kupang weilten, wurde sogar die koloniale Hauptstadt von Rebellen besetzt. Die Niederländer gaben daraufhin ihre Politik der Nichteinmischung in die inneren Angelegenheiten der von ihnen kontrollierten Herrscher auf. Der Generalgouverneur entsandte Truppen und stellte das Inselinnere unter Militärverwaltung. Die Herrscher wurden gezwungen erneut einen Vertrag (Korte Verklaring) zu unterzeichnen, in dem sie die Oberhoheit der Niederlande anerkannten und ihnen der Kontakt zu ausländischen Mächten untersagt wurde. 1906 wurde Nai Sobe Sonbai III., der letzte regierende Herrscher von Sonba′i von niederländischen Truppen gefangen genommen und dem Reich endgültig ein Ende gesetzt. Nai Sobe Sonbai III. starb 1922, nachdem er aus seiner Verbannung nach Sumba zurückgekehrt war.
Sonbai Kecil blieb eigenständig bis 1917, als es mit anderen Reichen zur zelfbesturend landschap (selbstregierendes Gebiet) Kupang vereinigt wurde. Der neue Raja von Kupang wurde 1918 der alte Herrscher von Sonbai Kecil aus der Nisnoni-Familie. 1955 beendete die indonesische Zentralregierung die lokale Monarchie in Kupang. Die Herrscherfamilie der Sonba′i setzt sich noch heute in der Dynastie von Sonbai Kecil fort.

## Die Herrscher von Sonba′i
Ausflistung laut „Royal Timor“:

### Sonbai Besar
- Nai Laban oder Nai Dawan, Sohn von ''Maromak Oan'' von Wehale
- Nai Nati (Sohn)
- Nai Faluk (Sohn)
- Nai Lele Sonba’i (Sohn)
- Nai Tuklua Sonbai oder Ama Tuan I (1650–1680), Sohn
- Nai Manas Sonbai (etwa 1680-1686) (Sohn)
- Nai Neno Sonbai oder Dom Pedro Tomenu (nach 1704–1726), Sohn
- Dom Alfonso Salema oder Nai Bau Sonba’i I./Nai Baob Sonbai I. (vor 1749-1752) (Sohn)
- Don Bernardo oder Nai Sobe Sonbai I.(1752–1760) (Sohn)
- Albertus Johannes Taffy or Nai Tafin Sonba’i (1760–1768) (Bruder)
- Alphonsus Adrianus or Nai Kau Sonba’i (1768–1802) (Sohn)
- Nai Sobe Sonba’i II. (1808-1867) (Sohn)
- Nai Bau Sonba’i II./Nai Baob Sonbai II.  (1867– etwa 1885) (Sohn)
- Nai Nasu Mollo (1870-1885) (Cousin und Ko-Regent)
- Nai Sobe Sonba’i III. (1885-1906) (Sohn von Nai Sobe Sonba’i II.)

### Sonbai Kecil
- Ama Tuan II. (1659–1672), Sohn von Nai Tuklua Sonbai
- Usi Tetu Utang  (Bi Sonbai) (1672–1717), Tochter
- Bernardus Leu (1717–1726), Sohn von Nai Neno Sonbai
- Corneo Leu (1728–1748), Bruder
- Daniel Taffy Leu (1748–1760), Bruder
- Jacobus Albertus Taffy (1760–1776), Sohn von Bernardus Leu
- Nai Kau Sonbai (1776–83), Wiedervereinigung mit Sonbai Besar
- Baki Bena oder Bernardus Nisnoni (1783–1795), Bruder (Cousin?) von Jacobus Albertus Taffy
- Dirk Hendrik Aulasi (1795–1798), Sohn (?)
- Nube Bena oder Pieter Nisnoni I. (1798–1820), Bruder von Baki Bena
- Isu Baki (1820er), Sohn von Baki Bena
- Ote Nuben Nisnoni (nach 1832), Enkel von Nube Bena
- Babkas Nube Nisnoni oder Pieter Nisnoni II. (?–1839), Sohn von Nube Bena
- Meis Babkas Nisnoni (1839–1860), Sohn
- Pieter Messi Nisnoni (1860–1874), Sohn
- Isu Nisnoni (1875–1889), Bruder
- Said Meis Nisnoni (1890–1902), Sohn
- Baki Bastian Meis Nisnoni (1905–1911), Bruder
- Nicolaas Nisnoni (1911–17), Bruder, Raja von Kupang 1918–1945
- Alfonsus Nisnoni, Sohn, Raja von Kupang 1945–55 († 1992)

Oberhaupt der Dynastie der Nisnoni ist heute Raja Leopold Isu Nisnoni (* 1936).